# The Big Store
 The Big Store és una pel·lícula estatunidenca, dirigida per Charles Reisner, estrenada el 1941, i els intèrprets principals de la qual són els Germans Marx.

## Argument
Martha Phelps, propietari de la gran botiga Phelps, desitja transmetre'n la propietat al seu nebot Tommy Rogers, d'altra banda cantant. Aquesta eventual cessió no agrada en absolut el seu director, M. Grover, que ha comès diverses irregularitats de gestió i sospira per la propietària. Decideix doncs fer eliminar el nebot molest. Comprovant les temptatives criminals en contra del seu nebot, Martha Phelps decideix doncs buscar una agència de detectius privats per assegurar la seva seguretat fins a la firma de l'acte de cessió. Va doncs al despatx de Wolf J. Flywheel i el porta amb ella fins a la gran botiga, acompanyada de dos amics, els quals desbarataran els negres propòsits de Grover en un crescendo burlesc.

## Repartiment
- Groucho Marx: Wolf J. Flywheel
- Chico Marx: Ravelli
- Harpo Marx: Wacky
- Margaret Dumont: Martha Phelps
- Tony Martin: Tommy Rogers
- Virginia Grey: Joanna Sutton
- Douglass Dumbrille: M. Grover
- Russell Hicks: George Hastings
- Virginia O'Brien: Kitty
- Henry Armetta: Giuseppi
- Enid Bennett (no surt als crèdits): Una funcionària
- King Baggot (no surt als crèdits): Un empleat

## Crítica
- Després d'un temps sense veure’ls, tornen els bojos Germans Marx que han promès que si es permetia una gatzara més serien bons nois i se n'anirien a casa. Bé, a "The Big Store" continuen la línia de "A Night at the Opera", encara més erràtics si cal. Però cal admetre que la pel·lícula és molt esmorteïda, que els trucs ja havien estat explotats, que els germans van cap avall, etc.[1]
- En l'estimulant filmografia dels Marx hi ha tres o 4 títols que no estan a l'altura de la resta. Sens dubte, el que aquí comentem és un d'ells, només mereixen ser recordats l'arrancada i el final, passant per una surrealista seqüència al departament de dormitoris.[2]